# Teenage Mutant Ninja Turtles: Smash-Up
Teenage Mutant Ninja Turtles: Smash-Up, o brevemente TMNT Smash-Up, è un videogioco picchiaduro per PlayStation 2 e Wii uscito nel 2009 riguardante la serie Tartarughe Ninja.

## Arcade
La modalità Arcade permette di controllare un giocatore singolo per completare gli 8 livelli della modalità, compreso quello del boss finale.
Nella base delle tartarughe, Splinter annuncia che ci sarà un torneo in cui il vincitore avrebbe avuto un premio. Ma dopo il torneo, scoprono che Fugitoid è stato rapito da Shredder, che rivela di star costruendo una macchina da teletrasporto, grazie al quale potrebbe anche conquistare tutte le epoche. I 7 della banda si mettono a cercare Fugitoid, ma incontrano Karai che dice di essere una loro alleata, anche se le tartarughe non si fidano. Arrivati finalmente alla base di Shredder, quest'ultimo viene battuto, ma Karai rivela che con la sconfitta di suo padre, il clan del Piede sarebbe passato al suo comando, e la squadra delle tartarughe dovrebbero essere il suo primo bersaglio, ma Shredder si rialza e vuole finirla una volta per tutte, ma Fugitoid attiva il teletrasporto in cui Shredder e Karai cadono dentro.

## Modalità di gioco
Lo stile sarà pressoché simile alla serie Super Smash Bros., solo che come al solito c'è la barra di salute. I personaggi per ogni battaglia saranno un massimo di 4; inoltre si possono utilizzare i costumi alternativi sbloccati premendo un apposito tasto.
I potenziamenti saranno:
- Fuoco: è di 2 munizioni.
- Artigli della tigre: ci saranno degli artigli in 3 punti casuali della mappa.
- Vento: crea un tornado che respinge i nemici.
- Kunai: ci si fornirà di 5 kunai singoli.
- Fulmine: il giocatore verrà protetto da uno scudo di fulmini che danneggerà continuamente il nemico.
- Triplo Kunai: 3 munizioni di 3 kunai ciascuna.
- Mina: ci sono 3 Shuriken mine. Esplodono al passaggio di un nemico.
- Bomba: il giocatore disporrà di 3 bombe
- Terremoto: ci si fornirà di 2 munizioni terremoto.
- Fetta di pizza: ripristina una piccola quantità di salute.
- Pizza: ripristina una grande quantità di salute.

## Personaggi
Alcuni di questi personaggi hanno un costume alternativo, selezionabile premendo un tasto comune (L1 nella versione PS2 o - nella versione Wii). I primi 7 dell'elenco sono disponibili fin dall'inizio in entrambe le versioni.
- Leonardo - Ninja
- Raffaello - Punk Rocker
- Michelangelo - Hip Hop
- Donatello - Cyber
- Splinter - Nagajuban blu
- Casey Jones - costume Back to the Sewer
- April O'Neil - Serie 2003
- Shredder - Cyber Shredder
- Foot Ninja - Cyber Foot Ninja
- Karai - Karai-Bot dorata
- Utrominator
- Nightwatcher
- Fujitoid (solo Wii)
- Ninja Rabbid (solo Wii)
- Raving Rabbid (solo Wii)
- Splinter Rabbid (solo Wii)

## Arene
- Città western (sbloccabile): presenta un palo su cui roteare, e se si colpisce una sagoma di cowboy, si riguadagna salute, ma se viene colpito una sagoma di bufalo, i giocatori rimasti di sotto verranno danneggiati.
- Dojo
- Base Tartarughe
- Base di Shredder (sbloccabile): dopo la prima parte dell'arena, dove si romperanno entrambe le colonne ai lati, si cadrà nel laboratorio sotterraneo, dove si trova un meccanismo che se attivato dopo alcuni secondi partirà un raggio che cercherà di colpire un giocatore casuale.
- Manhattan: presenta un palo su cui roteare.
- Foresta: la prima parte si svolge su un tronco d'albero, con degli alveari da entrambi i lati, e una volta rotto il tronco tutti i giocatori cadranno in un'altra area, con tre piattaforme sospese a delle liane e un alligatore pronto a divorare chiunque.
- Fogne: nella prima parte, si potrà colpire un tombino che alla fine porterà tutti i giocatori nella seconda parte, dove c'è addirittura un calore, come nella foresta ci sarà un alligatore.
- Castello: dopo i fuochi d'artificio, i tre piani rialzati inizieranno uno dopo l'altro a prendere fuoco, poi toccherà al piano terra.
- Nave: dopo trenta secondi la nave si scontrerà contro l'iceberg (in stile Titanic); una volta affondata, lo scontro continuerà sul dorso di una balena, che al secondo spruzzo costringerà i giocatori a ritornare su un'altra nave.
- Sotterranei: contiene raggi laser nella prima parte, e massi rotolanti nella seconda.
- Magazzino: altra arena divisa in due parti: la prima è un magazzino illuminato, con occasionali raggi rossi di cecchini e addirittura dei missili che cercheranno di eliminare chiunque; nella seconda, invece, interverrà un elicottero che sparerà sui presenti.
- Discarica: lo stage è diviso in due parti, dove nella prima cadono delle auto, mentre nella seconda cadrà addirittura un camion.
- Base spaziale

## Torneo
La modalità torneo permette di giocare un torneo ad eliminazione diretta fino a 8 giocatori. Si può giocare da 2 a 4 giocatori per incontro. Si può anche decidere di fare 2 guerrieri per giocatore: in questo caso, ci sarà anche una presa tag.

## Modalità disponibili
- Arcade
- Sopravvivenza
- Ultimo sangue
- Torneo
- Contenuti bonus
- Scambio
- Missioni